# 加賀谷純一
加賀谷 純一（かがや じゅんいち、1945年2月20日 - 2003年3月）は、日本の男性俳優、声優。秋田県出身。

## 人物
秋田県立大館鳳鳴高等学校商業科卒業。
生前は、東京芸術座、プロダクション エム・スリーを経て、死去するまでは希楽星に所属していた。

## 出演

### テレビドラマ
NHK
- 大河ドラマ
  - 風と雲と虹と（1976年1月4日 - 12月26日） - 経基の郎党 役
  - 花神（1977年1月2日 - 12月25日）
  - 草燃える（1979年1月7日 - 12月23日） - 郎党 役
  - 獅子の時代（1980年1月6日 - 12月21日） - 官軍兵 役
  - 峠の群像（1982年1月10日 - 12月19日） - 三春武平 役
  - 徳川家康（1983年1月9日 - 12月18日） - 上原能登守 役
  - 武蔵坊弁慶（1986年4月9日 - 12月3日） - 木曽兵 役
  - 葵 徳川三代（2000年1月9日 - 12月17日） - 長野友秀
- テレビジョン放送開始30周年記念ドラマ 勇者は語らず いま、日米自動車戦争は 第三話「きのう、二人は戦友だった」（1983年2月9日）
- 連続テレビ小説 おしん 第103話、第104話（1983年4月4日 - 1984年3月31日） - 大野屋の仕入れ担当：長野 役
- NHK新大型時代劇 宮本武蔵 第七回「お通乱れ笛」（1984年5月16日） - 行商人 役
  - 宮本武蔵 総集編 第一回「恋の千年杉」 - 行商人 役
- 連続テレビ小説 澪つくし 第129話・第130話（1986年4月7日〜10月4日） - 刑事 役
- 連続テレビ小説 はね駒 第120話 - 第123話、第125話、第130話、第133話、第135話、第141話、第142話、第144話 - 第146話（1986年4月7日 - 10月4日）
- 銀河テレビ小説 銀河テレビ小説・青春編（1987年7月27日 - 8月14日） - 大坪記者 役
- 水曜シリーズドラマ 私の中の誰か〜買い物依存症の女たち〜 第6話（1998年5月6日 - 6月17日）
- 衛星ドラマ劇場 ルージュ 第2回、第5回（2001年8月23日 - 25日）※先行放送版

日本テレビ
- 伝七捕物帳　第18話（1974年2月5日）
- 火曜サスペンス劇場 二度目のさよなら（1985年1月15日）
- 秋のシナリオ（1987年11月6日）
- 恋人も濡れる街角 URBAN LOVE STORY 第2話〜第5話（1988年7月6日 - 9月14日）
- 水曜グランドロマン 美し国ニッポン（1989年7月12日）
- 会いたくて（1989年7月15日 - 8月19日）
- 火曜サスペンス劇場 救急指定病院1 死亡事故発生!（1992年5月12日） - 早川充行 役
- 八月のラブソング（1996年7月1日 - 9月2日）
- 続・星の金貨 第5話、第6話（1996年11月6日、11月13日）
- ガラスの靴 a Cinderella Story（1997年4月9日 - 6月25日）
- 土曜ドラマ サイコメトラーEIJI2 CASE 4第7話（1999年11月27日）
- 土曜ドラマ 蘇える金狼 第二話（1999年4月24日）
- フレーフレー人生! 第5話（2001年7月2日 - 9月10日）
- スーパーテレビ情報最前線・特別版 実録ドラマ 遺言・桶川ストーカー殺人事件（2002年10月28日）
- 土曜ドラマ リモート 第6話（2002年11月16日） - 武藤五郎 役
- ナイトホスピタル〜病気は眠らない〜　第10話（2002年12月16日）

TBS
- 玉ねぎむいたら… 第10回（1981年6月5日） - 飯田の友人 役
- スクール☆ウォーズ 第23回（1985年3月16日）
- 花嫁人形は眠らない 第5回（1986年5月10日） - 酔ったサラリーマン 役
- おんな風林火山（1986年10月12日 - 1987年3月1日）
- ドラマ23 OL博徒（1988年10月17日 - 20日）
- 土曜ドラマスペシャル 逃げて逃げて…（1988年12月10日）
- 泣くなセン!燃える男 〜星野仙一物語（1988年12月31日）
- キツイ奴ら 第1回〜第4回、第6回（1989年1月4日 - 3月15日）
- 月曜ドラマスペシャル 第三の女（1989年10月16日）
- モモ子シリーズ 芸者モモ子の復活 シリーズ6（1989年10月30日）
- 月曜ドラマスペシャル「松本清張作家活動40周年記念・西郷札」（1991年4月8日）
- 金曜ドラマ　結婚したい男たち（1991年7月5日 - 9月20日）
- ホームワーク（1992年10月16 - 12月25日）
- 金曜ドラマ 十年愛　第10話（1992年10月16日 - 12月25日）
- 愛するということ（1993年1月8日 - 3月19日）
- 家栽の人 第12話（1993年3月25日）
- 実録ドラマシリーズ第三弾 説得 エホバの証人と輸血拒否事件（1993年3月22日）
- 金曜ドラマ 徹底的に愛は…（1993年10月15 - 12月24日）
- 毎度ゴメンなさぁい 第12話（1994年9月20日）
- 家族A（1994年10月13日 - 12月8日）
- 金曜ドラマ 僕が彼女に、借金をした理由。（1994年10月14日 - 12月23日）
- 東芝日曜劇場 きのうの敵は今日も敵（1995年4月9日 - 6月25日）
- 3年B組金八先生 第4シリーズ第12回（1996年1月11日） - 女子高教師 役
- 金曜ドラマ 君と出逢ってから 第7話（1996年4月12日 - 7月5日）
- 金曜ドラマ 協奏曲（1996年10月11日 - 12月13日）
- 職員室（1997年7月4日 - 9月19日） - 関本校長 役
- 東芝日曜劇場 オトナの男（1997年7月6日 - 9月28日）
- 月曜ドラマスペシャル 蛍の宿（1997年8月4日）
- 金曜ドラマ 青い鳥 最終章（1997年12月19日）
- 月曜ドラマスペシャル 秘めた絆（1998年1月19日）
- 天国に一番近い男
  - 天国に一番近い男 MONOカンパニー編　第1話（1999年1月8日）
  - 天国に一番近い男 教師編 第11話（2001年6月22日）
- 魔女の条件 第6話（1999年5月13日）
  - 魔女の条件 完全保存版（1999年12月26日 - 29日）
- 愛の劇場 温泉へ行こう 第1シリーズ（1999年9月13日 - 12月10日）
- 金曜ドラマ 金曜日の恋人たちへ 第6話、第7話、第9話（2000年2月17日、2月24日、3月10日）
- 月曜ドラマスペシャル 弁護士迫まり子の遺言作成ファイル2 時効（2000年2月14日）
- 嫁はミツボシ。 第8話（2001年4月11日 - 6月20日）
- 金曜ドラマ 昔の男 第1話（2001年4月13日）
- 愛の劇場 ラブ&ファイト 第40話（2001年9月3日 - 11月30日）
- 東芝日曜劇場　ヨイショの男 第一回、第六回（2002年4月14日、5月19日） - 上杉総務部長 役
- ぼくが地球を救う 第8話（2002年7月 - 9月） - 小岩食料本部本部長 役
- 月曜ミステリー劇場 陰の季節 失踪（2002年10月28日）

フジテレビ
- 時にはいっしょに 第10話（1986年12月18日）
- おヒマなら来てよネ! 第2話（1987年10月29日）
- 教師びんびん物語 第2話（1988年4月11日）
- 男と女のミステリー
  - わが恋う人は（1988年4月29日）
  - 三姉妹は電話がお好き!（1988年9月2日）
  - 母と名乗れない夜（1989年7月21日）
  - 母子変容（1989年10月13日）
- JOCX-TV2 奇妙な出来事 第16話 誰かが誰かを愛してる（1990年2月19日）
- テニス少女夢伝説!愛と響子（1990年4月9日 - 9月17日）
- 世にも奇妙な物語
  - 世にも奇妙な物語 冬の特別編「さよなら6年2組」（1991年1月3日）
  - 世にも奇妙な物語 第2シリーズ（第2期）「受験生」（1991年3月7日）
  - 世にも奇妙な物語 第2シリーズ（第2期）「耳鳴り」（1991年10月17日）
  - 世にも奇妙な物語 第3シリーズ（第3期）「城」（1992年8月13日） - 経理課長 役
  - 世にも奇妙な物語 冬の特別編「穴」（1992年12月30日）
- あなただけ見えない 10'АЯ.（1992年3月16日）
- 君のためにできること 第11話（1992年9月14日）
- 金曜ドラマシアター 本陣殺人事件 名探偵が挑む怪奇密室殺人の謎!?（1992年10月2日）
- 夏子の酒（1994年1月12日 - 3月23日） - 蔵人：渋谷 役
  - 夏子の酒　総集編（1994年6月25日） - 蔵人：渋谷 役
- 花王ファミリースペシャル ドラマ結婚式場 花嫁介添人がゆく（1994年5月29日）
- 木曜の怪談「怪奇倶楽部」小学生編　第7話「悪魔のテレビ」（1995年）- テレビ怪人の声
- 花王ファミリースペシャル 世界でいちばん優しい音楽 第2楽章（1996年5月19日）
- 金曜エンタテイメント 女怪（1996年4月26日）
- コーチ 最終話（1996年9月19日）
- いいひと。　最終話（1997年6月24日）
- 美味しんぼ4（1997年10月8日）
- 木曜の怪談 ファイナル「タイムキーパーズ」（1997年） - ゲスト出演
- ドンウォリー!（1998年4月14日 - 6月30日）
- WITH LOVE 第5話（1998年5月12日）
- ショムニ 第1シリーズ第10話（1998年6月17日）
- GTO FINAL GREAT（1998年9月22日）
- ソムリエ Vintage10（1998年12月15日）
- 金曜エンタテイメント 真相 わが子の殺人日記（1999年2月19日）※原作：大槻武治「不完全燃焼時代」
- ナオミ Lesson8（1999年6月2日）
- らせん 第1話、第9話、第10話（1999年7月1日、8月26日、9月2日）
- 小市民ケーン 第8回（1999年8月24日）
- TEAM 第8回（1999年12月1日）
- ショカツ File.10（2000年6月13日）
- 花村大介 第1話、第2話（2000年7月4日、7月11日）
- 新・お水の花道 第7話（2001年4月10日 - 6月26日）
- 私を旅館に連れてって 第2話（2001年4月18日）
- 救命病棟24時 第2シリーズ 第6話（2001年8月7日） - 刑事 役
- 秋のドラマスペシャル 憧れの人（2001年9月25日）
- 傷だらけのラブソング 第5話（2001年11月6日）
- 恋するトップレディ 第3話、第6話、最終話（2002年1月22日、2月12日、3月19日）
- 整形美人。 第10回、最終回（2002年4月18日、6月25日）
- 春ランマン 第5話（2002年5月7日）
- お父さんのロックンロール（2002年6月23日）
- 新・愛の嵐 第27話、第28話（2002年7月1日 - 9月27日）
- ナースのお仕事4 第7話（2002年8月13日） - 松田 役
- 恋愛偏差値 第2章「Party」第4話（2002年8月22日）
- 危機一髪ドラマスペシャル フライング・ボーイズ（2002年10月1日）
- 金曜エンタテイメント みのもんたの実録トゥルーストーリーズ「幽霊に殺された家（死んだはずの息子を溺愛する母）」（2002年12月20日）
- 美女か野獣 STORY 7（2003年2月20日） - 女子校事務局長 役

テレビ朝日
- ニュードキュメンタリードラマ昭和 松本清張事件にせまる 第12話「天国に結ぶ恋 坂田山心中事件」（1984年6月28日）
- ザ・ハングマンV 第9話「金塊に化けたヘソクリ200億を追え!」（1986年4月4日）
- 火曜スーパーワイド 半熟ウィドゥ! 未亡人は18才（1987年10月6日）
- テレビ朝日開局30周年記念ドラマ 氷点（1989年4月6日 - 7日）
- 土曜ワイド劇場 出しゃばり看板娘の推理（1991年8月3日）
- はぐれ刑事純情派　第4シリーズ　第19話 「能登､疑惑の指紋･女で二度しくじった男」（1991年8月7日）
- 土曜ワイド劇場 厄除け商売繁盛殺人事件 猿の絵皿が告発する!（1995年12月30日）
- 月曜ドラマ・イン 名探偵保健室のオバさん 最終話（1997年3月10日）
- 月曜ドラマ・イン 月下の棋士　最終局（2000年3月13日）
- 土曜ワイド劇場 混浴露天風呂連続殺人20 世紀末! リストラ刑事とパラパラ温泉ギャル みちのく秘湯大追跡!（2000年12月16日）
- 土曜ワイド劇場 温泉若おかみの殺人推理9 四国琴平温泉 時価1億円の信長の茶器が呼んだトリプル殺人（2000年12月30日）
- 土曜ナイトドラマ ココだけの話 第8回『時間外労働』（2001年3月3日）
- 木曜ドラマ 逮捕しちゃうぞ　第9話（2002年12月12日）

テレビ東京
- 日本名作ドラマ 若い人（1995年5月2日）
- 人情馬鹿物語（1998年1月1日）
- 豪華新春サスペンス 木曜洋画劇場特別企画 新春ミステリー 開幕ベルは華やかに（2002年1月3日）

 BSジャパン 
- てのひらの闇（2001年2月11日） - 真田部長 役※先行放送版
- 私はやってない!痴漢えん罪殺人連鎖 伊良湖岬の変死体は痴漢を自供した銀行マン（2002年6月16日）※先行放送版

### テレビ番組
- ぼくらの社会科ノート（1974年度、NHK教育）
- ピンキーパンチ大逆転「ピンキー指令013 タランチュラ病絶体絶命!!」（1982年、TBS） - 医師 役
- OH!エルくらぶ（1986年4月5日 - 1997年3月29日、テレビ朝日）※コント出演(録画)
- 世界まるごとHOWマッチ（TBS）‐　声の出演

### 映画
- グループと恋人たち（1969年、監督：牧野守、制作：学研映画）
- 天使の牙B.T.A.（2003年8月23日、監督：西村了、ワーナー・ブラザース映画）

### テレビアニメ
- マシンロボ クロノスの大逆襲（1986年） - キライ・ストール
- マシンロボ ぶっちぎりバトルハッカーズ（1987年） - ディラン総統〈2代目〉
- 超音戦士ボーグマン（1988年） - 監督
- 青いブリンク（1989年） - グロス皇帝[1]
- エスパー魔美（1989年） - 医者、農夫、豆腐屋
- 美味しんぼ（1989年 - 1990年） - 民宿の主人 / 主人
- クレヨンしんちゃん（1995年） - 宇宙パトロール長官、臼井先生
- みどりのマキバオー（1996年） - 本多平七郎
- VISITOR（1998年） - 鮎沢課長
- 週刊ストーリーランド（1999年 - 2000年） - 運転手、未来の鈴島
- 仙界伝 封神演義（1999年） - 大将
- ドラえもん（2000年） - 主人
- 名探偵コナン（2001年） - 神保雅夫
- あたしンち（2002年） - 店長

### OVA
- レイナ剣狼伝説III（1988年） - キライ・ストール[1]
- 力王（1989年） - 岩田[1]
- 最遊記（1999年） - 三仏神
- 菜々子解体診書（1999年） - 将軍

### 劇場アニメ
- おしん（1988年） - 兵隊
- キキとララの青い鳥（1989年） - 木A
- シティーハンター 愛と宿命のマグナム（1989年） - キルヒマン
- 劇場版ポケットモンスター 幻のポケモン ルギア爆誕（1999年） - アナウンサー

### ドラマCD
- 低俗霊DAYDREAM第3章「口寄」村岡

### 吹き替え
- キョンシーVS五福星（鈴木）
- クォーターバック
- 皇帝密使
- ザ・シークレット/狙われた美人妻
- 世界まるごとHOWマッチ（TBS）‐　声の出演
- プリンス・オブ・シティ
- マンハント

### ラジオドラマ
NHK-FM
- NHK-FM　特集・シリーズドラマ 母と娘にみる家族「ここではないどこかへ［後編］」〈原作：モナ・シンプソン〉（1994年8月21日） - ホーソン 役
- 不思議の国のヒロコの不思議〈原作・音楽：谷山浩子〉（1987年1月17日、FMシアター）
- 見えない森の中で」〈原作：藤井青銅〉（1993年2月20日、FMシアター）
- 黄金海峡〈原作：南里征典〉（1989年6月19日 - 23日・6月26日 - 30日、アドベンチャーロード） - ダイバー石原 役
- アルバイト探偵第1話・セーラー服と設計図の巻〈原作：大沢在昌〉（1989年7月10日 - 14日、アドベンチャーロード） - じん 役
- 女王陛下のアルバイト探偵〈原作：大沢在昌〉（1989年7月17日 - 21日、アドベンチャーロード）
- 恐怖の館 日本現代編第4話・鉄の旋律〈原作：手塚治虫〉（1990年8月20日 - 24日、サウンド夢工房） - リック 役
- おいしいコーヒーのいれ方〈原作：村山由佳〉（青春アドベンチャー） - 和泉政利 役
  - おいしいコーヒーのいれ方 IV　雪の降る音」（1999年7月26日 - 30日）
  - おいしいコーヒーのいれ方 V　緑の午後（2001年2月19日 - 3月2日）
  - おいしいコーヒーのいれ方 VI　遠い背中（2002年10月21日 - 11月1日）
  - おいしいコーヒーのいれ方 メモリーズ（2006年11月20日 - 24日・11月27日 - 12月1日）※「おいしいコーヒーのいれ方 I〜VII」の再編集と内田健介・長谷川真弓 (女優)によるフリートーク
- オルガニスト〈原作：山之口洋〉（1999年12月6日 - 17日、青春アドベンチャー） - 司祭 役
- 青春アドベンチャースペシャル 安能務訳『封神演義』三部作「封神演義・第3部〜易姓革命〜」（2000年8月7日 - 9月1日、青春アドベンチャー） - 悪来 役

NHKラジオ第2
- わたしたちは考える - 父 役　※15分の兄弟
- 青空班ノート（1990年） - 一恵の父 役　※10話

TBSラジオ
- しょうがない人〈原作：原田宗典〉（1994年11月13日）
- 妖恋花（1995年）

### ナレーション
- ダウトをさがせ!　（TBSテレビ）

### 舞台
- 母（原作：マクシム・ゴーリキー、東京芸術座公演、1971年）

### CM
- ルノー
- NTTドコモ

### 書籍
- ホットアイあきた（通巻404号）1996年(平成8年)3月1日発行「拝啓、ふるさと様。」Vol.28　※秋田県PR誌